# Cuerpo de Policía Montada de la Policía Federal Argentina

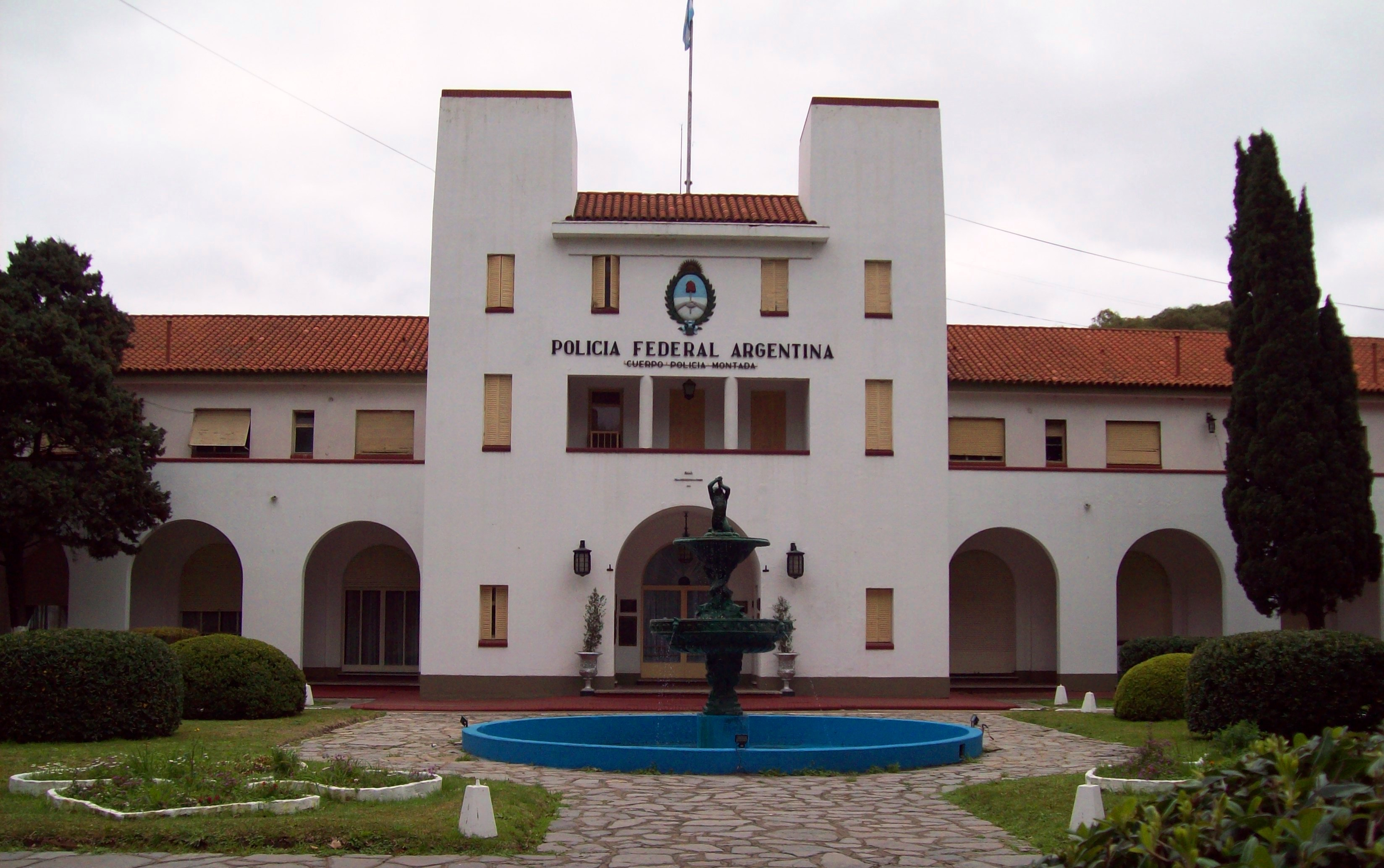
Edificio de la Policía Federal Argentina

El Cuerpo de Policía Montada de la Policía Federal Argentina (CPM) es un predio ubicado sobre la Avenida Figueroa Alcorta en el barrio de Palermo de la Ciudad Autónoma de Buenos Aires, donde ejerce sus actividades la Policía Federal Argentina desde el año 1938, aunque existen actividades previas tal la Sección Agrupación Perros (actual División Perros) que según referencias históricas se encuentra en el predio desde el año 1933.

## Organización
Si bien el mismo tiene como característica principal el Cuerpo de Policía Montada, donde se encuentran los establos y el personal de dicho cuerpo policial, también es un lugar donde se desarrollan diversas actividades de características culturales, y con un acervo histórico institucional (tal el caso de la Escuadra Azul).
En el predio también funcionan las sedes de diversas áreas de la institución policial tales como la Dirección General de Coordinación Internacional, División de Perros, Superintendencia de Investigaciones Federales, el Grupo Especial de Operaciones Federales, entre otras.

## Patrimonio histórico y cultural

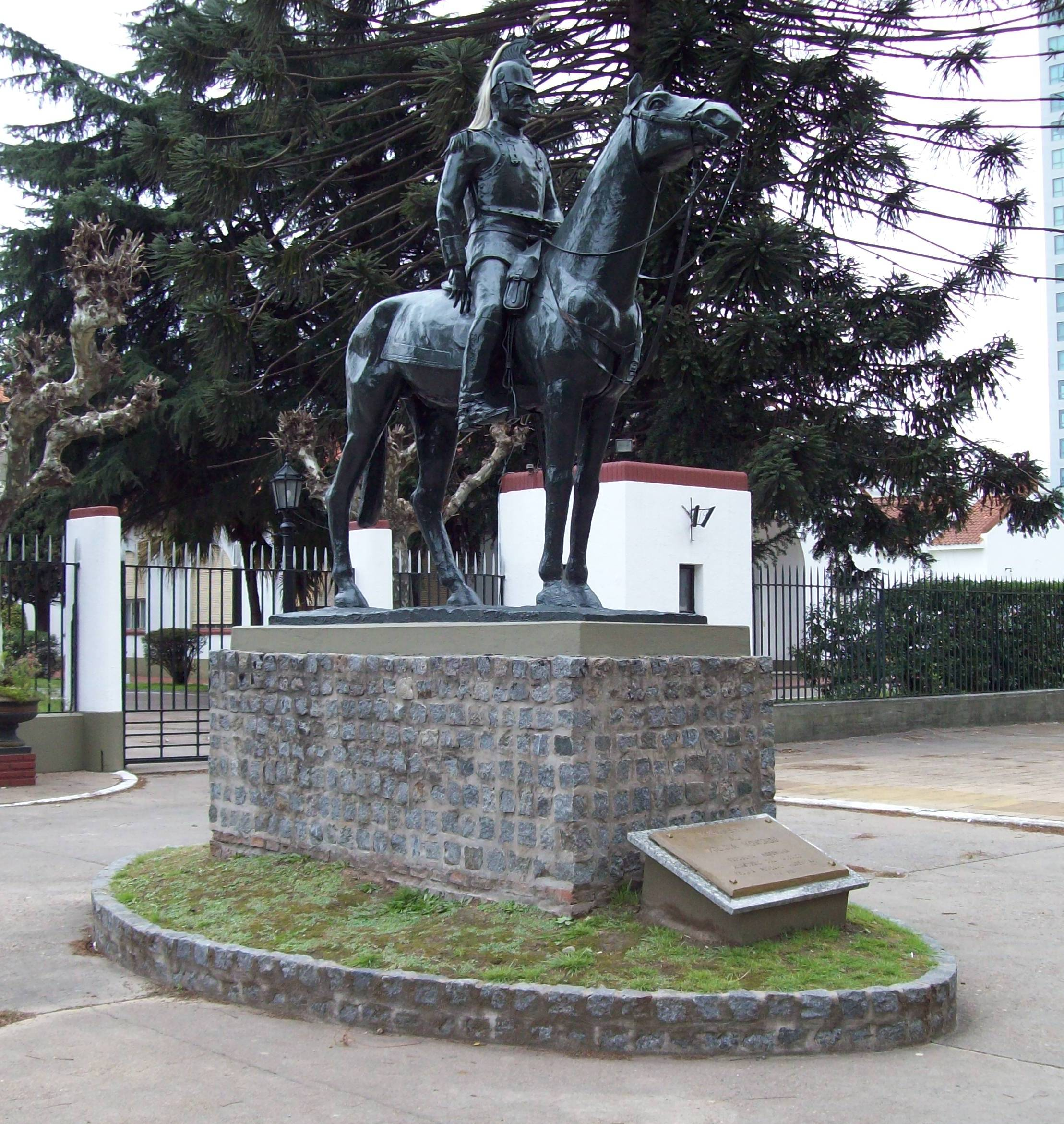
Monumento al Policía Montado, frente al Cuerpo de Policía Montada de la Policía Federal Argentina sobre la Avenida Presidente Figueroa Alcorta, ciudad de Buenos Aires.

El predio se encuentra vinculado a diversos hechos históricos conimpacto social tal los casos del perro policía Chonino y el asesinato de Juan Pablo Roldán.
El CPM cuenta con un patrimonio cultural destacado, de diversos artistas, tal el caso de Quinquela Martín, como diversos monumentos. En dicho sentido el Ministerio de Seguridad de la Nación en el año 2020 realizó la Resolución 409/2020 con la finalidad de realizar un "Programa de Gestión de Bienes Culturales, históricos y de valor permanente de la Seguridad".
También, en el campo de la literatura, las obras de Plácido Donato describen en los diversos relatos el accionar policial perteneciente al predio.
En el lugar se realizan conferencias de prensa ante hechos policiales de relevancia o exposiciones de nuevos equipamientos policiales.
Frecuentemente el Cuerpo de Policía Montada es el lugar donde se realizan Cena de Camaradería como también fue sede de hechos destacados en la historia argentina.

## Reconocimiento legislativo
En 2020 se presentó un proyecto de ley para "Declarar área urbana histórica nacional el asiento del cuerpo de Policía Montada".